# Чвижепсе (река)
Чвежипсе или Чвижепсе (Чвижипсе, Чужепсе) — река в Краснодарском крае, правый приток реки Мзымты.
Начинается на южных склонах горы Ачишхо, находящейся в районе Красной Поляны на территории Адлерского района города Сочи. Впадает в реку Мзымта возле посёлка Чвижепсе. Длина реки — 19 км, площадь водосборного бассейна — 140 км.
В долине реки находится хорошо известное месторождение углекислых мышьяковистых минеральных вод, получивших также название Чвижепсе. В районе источника работает завод по розливу природной минеральной воды.
Через реку Чвижепсе есть несколько мостов, один из которых по причине аварийного состояния не используется и лишь украшает её в районе источников.
Кроме Чвижепсе, используется также название Чвежипсе, не совсем правильное.